# Mount Brundage
Mount Brundage ist ein 1260 m hoher Berg im Palmerland auf der Antarktischen Halbinsel. Im südlichen Teil der Scaife Mountains ragt er 20 km westsüdwestlich des Mount Terwileger auf.
Entdeckt wurde er bei der US-amerikanischen Ronne Antarctic Research Expedition (1946–1947). Deren Leiter, der Polarforscher Finn Ronne, benannte den Berg nach Burr Cartwright Brundage (1912–1993) vom US-Außenministerium, der bei den Vorbereitungen zu dieser Forschungsreise behilflich war.